# Цыганово (Тверская область)
Цыганово  — деревня в Кимрском районе Тверской области. Входит в состав Титовского сельского поселения.

## География
Находится в юго-восточной части Тверской области на расстоянии приблизительно 4 км на восток-юго-восток по прямой от станции Савёлово в городе Кимры.

## История
Известна с 1635 года, когда в ней было учтено 2 двора. В 1859 году здесь (деревня Калязинского уезда Тверской губернии) было учтено 29 дворов.

## Население
Численность населения: 6 человек (1635 год), 130 (1859 год), 16 (русские 100 %) в 2002 году, 9 в 2010.